# Parque nacional Tirgua
El Parque nacional Tirgua (oficialmente Parque nacional Tirgua, General Manuel Manrique) es un parque nacional de Venezuela. Tiene como propósito la protección de las nacientes de agua que se originan en sus cercanías, especialmente las del río Tirgua, que da nombre al parque. Quizás su característica más destacada es que es una importante unidad hidrológica, con características fisiográficas de piedemonte y relieve accidentado.
Se encuentra ubicado entre los municipios Ezequiel Zamora y Anzoátegui, del estado Cojedes, y el municipio Nirgua, del estado Yaracuy, ocupando un área aproximada de 910 km².

## Flora
Está constituido por atractivos naturales relevantes como bosques caducifolios y semicaducifolios. Existen clusiáceas, mimosáceas, mirtáceas y tiliáceas en el estrato arbóreo. Por otra parte, la palma ocupa grandes extensiones del sotobosque.

## Fauna
Entre los mamíferos que pueden encontrarse en el parque nacional están los monos araguatos y capuchinos, el cunaguaro, la lapa y la danta. Se hallan serpientes como la boa, la cascabel, la coral, entre otras. También se pueden encontrar aves como la guacamaya maracaná (Ara severus), varias especies de pericos y cotorras, garzas y otras más.